# Rothley
Rothley è un paese di 3 612 abitanti della contea del Leicestershire, in Inghilterra.